# Августин III Кевенхюлер-Айхелберг
Августин III Кевенхюлер-Айхелберг (на немски: Augustin Khevenhüller Freiherr zu Aichelberg; * 6 юли 1580, Шпитал на Драва; † 26 юли 1625) е благородник от род Кевенхюлер, фрайхер на Айхелберг до Вернберг, господар на Патерниан (Патернион) и други в Каринтия.

## Произход и наследство
Той е син на Мориц Кристоф Кевенхюлер (1549 – 1596), господар на Патерниан и Зомерег, и първата му съпруга графиня Сибила фон Монфор († 1609), дъщеря на граф Якоб I фон Монфор-Пфанберг († 1572) и Катарина Фугер фон Кирхберг (1532 – 1585). Внук е на фрайхер Кристоф Кевенхюлер-Айхелберг (1503 – 1557), военен министър, ландес-хауптман на Каринтия, и втората му съпруга Анна Мария фон Велц († 1564). Правнук е на на Августин Кевенхюлер-Хардег († 1516) и Зигуна фон Вайсприах († 1539).
През 1427 г. фамилията получава замък Бург Айхелберг над южния бряг на езерото Осойе/Осиахер. По-късно наследниците купуват замъка.
- Останки от замък Айхелберг
- Дворец Патерниан (Патернион) 
ок. 1688

## Фамилия
Августин III Кевенхюлер-Айхелберг се жени на 14 септември 1607 г. във Велс за Анна Маргарета фон Виндиш-Грец (* 1594/1585; † 2 май 1629), дъщеря на Андреас II фон Виндиш-Грец (1567 – 1600) и фрайин Регина фон Дитрихщайн-Финкенщайн (1567 – 1618). Те имат децата:
- Регина Сибила (* 19 ноември 1608, Камер ам Атерзее; † 17 декември 1666, Нюрнберг), омъжена на 17 януари 1628 г. във Виена за фрайхер Георг Зигмунд фон Щубенберг от Щирия (* 20 юни 1570, Вурмберг, Щирия; † 1 септември 1632), син на Балтазар II фон и цу Щубенберг († 1582) и фрайин Мария Магдалена фон Хербершайн
- Йохан Мориц (* 15 юни 1610, Шпитал; † 1657), женен за Мария Салома Рабенхаупт фон Зухе (* ок. 1615)
- Георг Андре (* 7 септември 1612, Виена; † 1613)
- Паул Кристоф (* 17 юни 1614, Виена; † 1631, в битка на 16 години)
- Георг Августин Кевенхюлер (* 19 септември 1615, Виена; † 18 март 1653, Виена), господар на Лихтеншайн и Мьодлинг, женен I. пр. 1640 г. за графиня Сузана Фелицитас фон Лозенщайн (1622 – 1640), II. 1640 г. за фрайин Мария Салома фон Регал; от първия брак има дъщеря и син
- Бартоломеус (* 15 май 1618, Виена)
- Регина Елизабет (* 6 септември 1619, Клагенфурт; † 12 февруари 1660, Патин Грац), омъжена за фрайхер/граф Йохан Ернст фон Хербершайн († 1679)